# فيلدر كوك
فيلدر كوك (بالإنجليزية: Fielder Cook)‏ (و. 1923 – 2003 م) هو كاتب سيناريو، ومخرج سينمائي، ومنتج أفلام من الولايات المتحدة الأمريكية ولد في أتلانتا، جورجيا.

## التعليم
تعلم في جامعة برمنجهام.

## جوائز
حصل على جوائز منها جائزة إيمي.

## روابط خارجية
- فيلدر كوك على موقع IMDb (الإنجليزية)
- فيلدر كوك على موقع ألو سيني (الفرنسية)
- فيلدر كوك على موقع أول موفي (الإنجليزية)
- فيلدر كوك على موقع قاعدة بيانات برودواي على الإنترنت (الإنجليزية)
- فيلدر كوك على موقع قاعدة بيانات برودواي على الإنترنت (الإنجليزية)
- فيلدر كوك على موقع قاعدة بيانات الأفلام السويدية (السويدية)
- فيلدر كوك على موقع إن إن دي بي (الإنجليزية)
- فيلدر كوك على موقع قاعدة بيانات الفيلم (الإنجليزية)
- فيلدر كوك على موقع كينوبويسك (الروسية)